# Nikolaj Jarosjenko

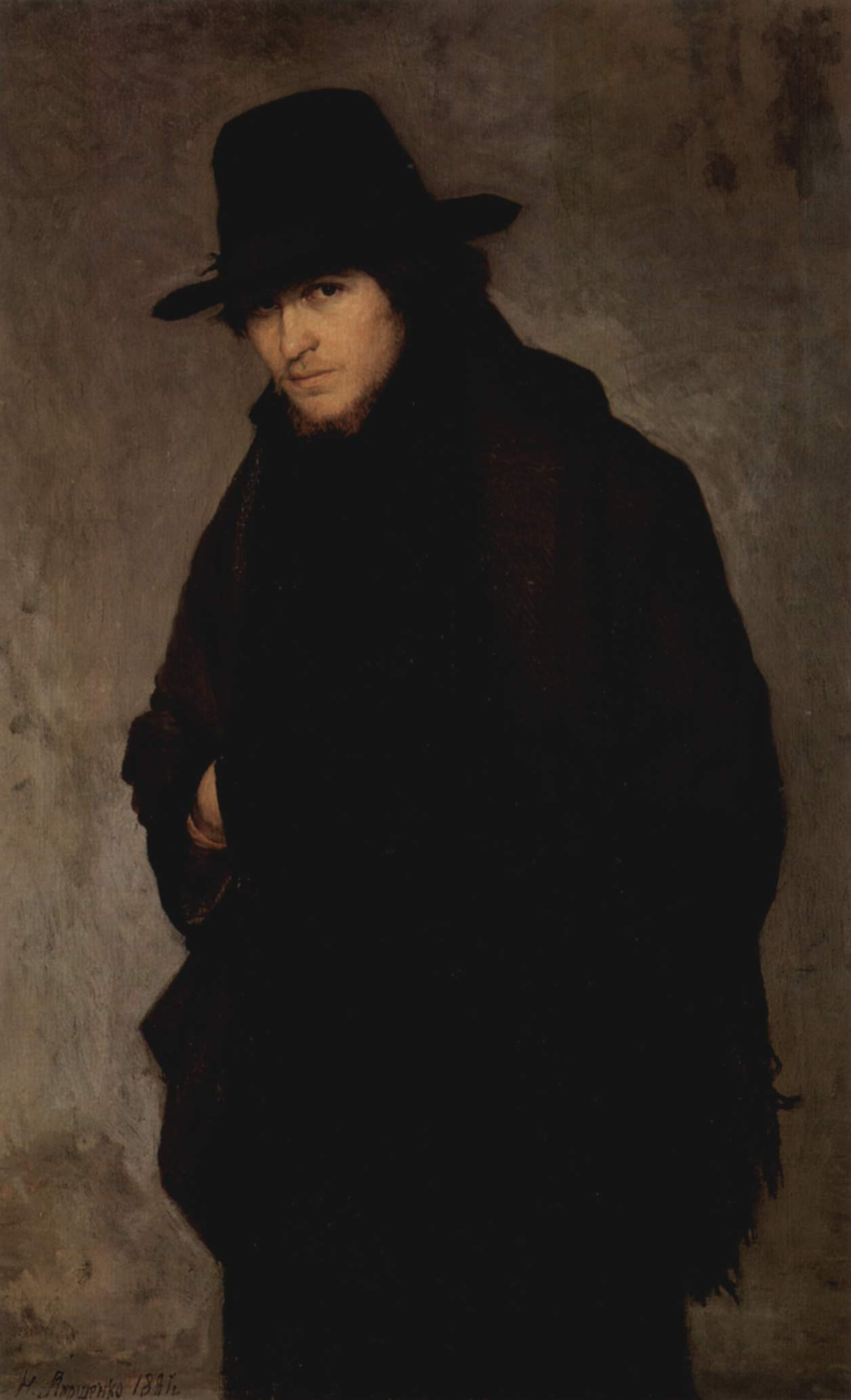
De student (1881)

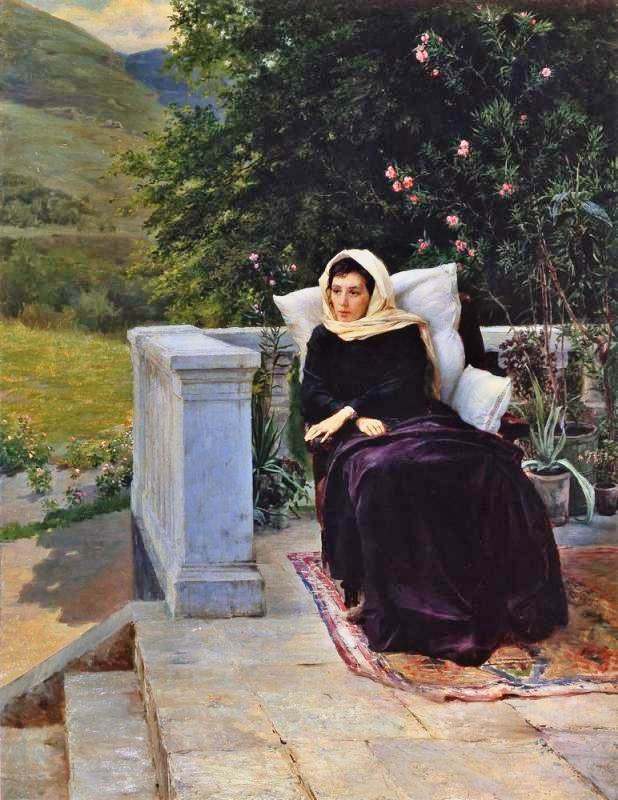
In het warme land (1890)

Nikolaj Aleksandrovitsj Jarosjenko, (Russisch: Николай Александрович Ярошенко), (Poltava 1 december / 13 december 1846 - Kislovodsk 25 juni / 7 juli 1898 was een Russische kunstschilder.

## Levensdata
Jarosjenko was de zoon van een officier. Hij ging zelf ook in dienst bij het leger en had bij zijn pensionering in 1892 de rang van Generaal-Majoor bereikt. Naast zijn militaire loopbaan studeerde hij tussen 1866 en 1867 tekenkunst aan de privéschool van Ivan Kramskoj. Daarna vervolgde hij zijn kunstopleiding tot 1874 aan de kunstacademie van Sint-Petersburg. Vanaf 1876 was hij betrokken in het bestuur van de Zwervers (Russisch: Peredvizjniki).
Na zijn militaire loopbaan woonde hij het meest in Sint-Petersburg, maar verhuisde later naar Kislovodsk. Hij maakte vele reizen door Rusland, Europa, het Midden-Oosten en het Nabije Oosten.
Jarosjenko schilderde vooral portretten en genrestukken en maakte tekeningen. In de laatste decennia van de 19e eeuw was hij een prominent voorbeeld van het 'Russisch realisme'. Zijn werk wordt ingedeeld in de categorie postimpressionisme
De dubbele geboorte- en sterfdata hebben te maken met het omstellen van het soort kalender dat gebruikt werd: tot 1918 bleef Rusland vasthouden aan de juliaanse kalender.

## Werk (een keuze)
- De gevangene (1878)
- De student (1881)
- In het warme land (1890)
- De Elbrus in de wolken (1894)
- Leven is overal